# Eenparig rechtlijnige beweging

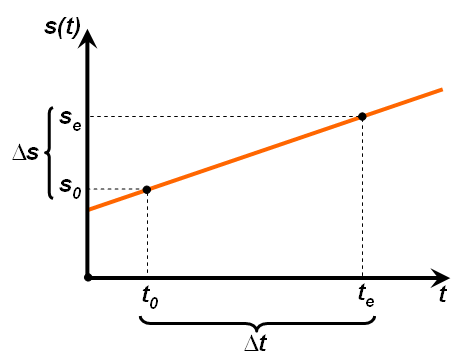
De s(t)-grafiek van een ERB.

Een eenparig rechtlijnige beweging of ERB is een eenparige beweging waarbij de grootte van de snelheid en de bewegingsrichting over een tijdsinterval Δt constant blijven.
Een voorbeeld van een eenparig rechtlijnige beweging is de beweging die een opwindbaar speelgoedwagentje maakt. 

## Bewegingsvergelijking
Voor deze beweging geldt dat de snelheid {\displaystyle v} constant is. Voor de afgelegde afstand 
{\displaystyle \Delta s=s_{e}-s_{0}}
in het tijdsinterval
{\displaystyle \Delta t=t_{e}-t_{0}}
geldt:
{\displaystyle \Delta s=v\cdot \Delta t},
zodat de bewegingsvergelijking wordt:
{\displaystyle s_{e}=v\cdot \Delta t+s_{0}}

## Visueel
Het {\displaystyle x(t)}-diagram is linear, het {\displaystyle v(t)}-diagram is een horizontale rechte lijn (aangezien de snelheid constant is). 

Let op dat hier de positie weergegeven wordt met {\displaystyle x}, terwijl dat in het voorgaande gebeurt met {\displaystyle s}. Hoewel er sprake is van een nuaceverschil, kunnen in de natuurkunde de verplaatsing ({\displaystyle x}) en de afgelegde weg ({\displaystyle s}) namelijk doorgaans door elkaar gebruikt worden.